# Bad Überkingen
Bad Überkingen település Németországban, azon belül Baden-Württembergben. Lakosainak száma 3912 fő (2023. december 31.).

## Népesség
A település népessége az elmúlt években az alábbi módon változott:
| Lakosok száma | 2654 | 2828 | 3199 | 3864 | 3592 | 3836 | 3895 | 3999 | 3752 | 3912 |
|               | 1961 | 1967 | 1974 | 1980 | 1987 | 1993 | 2000 | 2006 | 2013 | 2023 |